# Kristóf
Kristóf est un prénom hongrois masculin.

## Étymologie
Le prénom est la version magyare du prénom d'origine grecque Christoforos (Χριστόφορος), conmposé de Christos (Χριστός) et d'un déverbatif de férein (φέρειν, porter). Il désigne la personne qui porte le Christ (pour lui faire franchir un obstacle).

## Équivalents
Kristóf est l’équivalent de Christophe en français.
- Krisztofer
- Chris, Kit
- Variantes linguistiques du prénom ''Christophe'' (en)

## Personnalités portant ce prénom ou ce nom
- Agota Kristof (1935-2011)

## Fête
Les "Kristóf" se fêtent le 15 mars ou le 25 juillet, mais parfois aussi le 25 mars, le 9 mai ou le 31 octobre, selon les régions.